# Chrysometa macuchi
Chrysometa macuchi är en spindelart som beskrevs av Claude Lévi 1986. Chrysometa macuchi ingår i släktet Chrysometa och familjen käkspindlar. Inga underarter finns listade i Catalogue of Life.